# Dénonciation en droit canadien
Une dénonciation est, en droit criminel au Canada, la principale manière d'enclencher une action criminelle contre une personne. Il s'agit d'un formulaire, généralement rempli par un policier, dans lequel ce dernier énonce avoir des motifs de croire qu'un crime a été commis et en identifie l'auteur présumé.
La dénonciation peut aussi désigner le mode de poursuite que le procureur de la Couronne va utiliser en cas de procès devant le juge de la Cour provinciale (art. 505 C.cr.) , par opposition au mode de poursuite par acte d'accusation qui est utilisé devant juge avec jury (art. 574 C.cr.) ou juge seul (art. 566 C.cr.),. 